# Stray Heart
Stray Heart è un singolo del gruppo musicale statunitense Green Day, pubblicato il 15 ottobre 2012 come unico estratto dal decimo album in studio ¡Dos!.

## Video musicale
Il videoclip è uscito il 7 novembre.  Il video inizia con un uomo (Alex Knox) che cerca dischi in un negozio e acquista alcuni vinili dei Green Day, ma mentre li sta dando alla sua ragazza (Level Rambin), lei vede un buco, nel punto in cui dovrebbe esserci il cuore, e sbatte la porta in faccia al ragazzo. Mentre cammina per strada, vede tracce di sangue per terra. Insegue il cuore seguendo le tracce di sangue, e finalmente lo trova fuori dall'appartamento della ragazza. In quel momento lei gli lancia i suoi dischi.

## Tracce
Testi di Billie Joe Armstrong, musiche dei Green Day.
1. Stray Heart – 3:44

## Formazione
Crediti tratti dal CD promozionale.
Gruppo
- Billie Joe Armstrong – voce principale, chitarra
- Mike Dirnt – basso, cori
- Tré Cool – batteria, percussioni
- Jason White – chitarra

Produzione
- Rob Cavallo – produzione
- Green Day – produzione
- Chris Dugan – ingegneria del suono
- Chris Lord-Alge – missaggio
- Ted Jensen – mastering

## Classifiche
| Classifica (2012/13)       | Posizione massima |
| -------------------------- | ----------------- |
| Belgio (Fiandre)           | 70                |
| Italia                     | 36                |
| Regno Unito (rock & metal) | 16                |